# Nicolas Duvernois
Pour les articles homonymes, voir Duvernois.
Nicolas Duvernois (né en 1980) est un entrepreneur québécois ayant créé la première vodka faite au Québec, laquelle a reçu de nombreuses distinctions dont le titre de «meilleure vodka au monde» du World Vodka Masters de Londres. Très impliqué dans le monde entrepreneurial, il donne des conférences sur le sujet dans plusieurs villes au Québec.

## Parcours académique et professionnel
Après avoir complété un baccalauréat en science politique à l'Université de Montréal, Nicolas Duvernois décide avec trois autres amis d'ouvrir en 2006 un resto-bar. Aucun des quatre entrepreneurs en herbe n'ayant d'expérience dans le domaine de la restauration, l'expérience fut un échec.
Ayant remarqué que la vodka était la boisson alcoolisée qui se vendait le plus au resto-bar qu'il avait ouvert d'une part, et découvert, à sa grande surprise, d'autre part, qu'aucune vodka n'était produite au Québec, il décide de se lancer dans la production de cet alcool en dépit de son manque total de connaissance dans ce domaine. Il fonde malgré tout, en décembre 2006, PUR Vodka, auquel se joindra en 2008 Christopher Lecky à titre de cofondateur. Ils ignorent alors que sans aucun historique de vente ils ne pourront pas vendre leur produit dans les succursales de la Société des alcools du Québec (SAQ), le seul endroit où il est possible de vendre des spiritueux dans cette province canadienne. En 2009, devant un refus, Nicolas Duvernois décide de présenter leur produit au World Vodka Masters de Londres, ce qui aboutira quelques semaines plus tard à sa consécration avec le premier prix qui lui sera décerné et ce, avant même qu'il ne se soit vendu une seule bouteille de cette vodka. L'obtention du titre de meilleure vodka du monde leur ouvrira graduellement l'accès aux succursales de la SAQ. De nombreuses autres distinctions suivront par la suite.
Entrepreneuriat, promotion et soutien d'artistes
Poursuivant dans la voie des spiritueux, il fonde en 2016, coup sur coup, Romeo’s Gin et le Fonds Romeos. La première est une entreprise commercialisant du gin, la seconde est un fonds qui veut promouvoir, démocratiser et soutenir les artistes québécois et d'ailleurs. En effet, un pourcentage des profits issus des ventes de Romeo’s Gin vont au fonds qu'il vient de mettre sur pied. Cette promotion d’œuvres artistiques se fait sur les étiquettes des bouteilles de ce nouveau produit qui changera à chaque année pour dévoiler la création de un voire deux nouveaux artistes, l'un québécois, l'autre de l'extérieur du Québec. Nicolas Duvernois précise : "Vendre un produit pour vendre un produit ne m’intéresse pas... nous ne sommes pas un produit avec une cause, mais bien une cause avec un produit."

## Aide entrepreneuriale
Malgré cette réussite, le fondateur de PUR Vodka ne put jamais bénéficier d'aucune aide financière de la part d'institutions financières ou autres organismes. Il dut ainsi travailler les soirs pendant plus de quatre ans comme préposé à l'entretien à l'hôpital Sainte-Justine de Montréal pour financer lui-même la mise sur pied de sa nouvelle entreprise. Il ne put non plus bénéficier d'aucun conseil de la part d'un entrepreneur établi dans le monde des affaires. Constatant ces lacunes, il propose, dans un livre qu'il publie en 2015, l'idée de la création d'un organisme qui offrirait financement, conseils et formation aux jeunes entrepreneurs,. L'année suivante, il cofonde, avec Anne Marcotte et Philippe de Gaspé Beaubien III, Adopte inc., un organisme sans but lucratif voué à combler ces différentes lacunes.

## Autres occupations
Il fut durant un an vice-président du conseil d'administration du Regroupement des jeunes chambres de commerce du Québec (juin 2015 à juin 2016). À partir d'avril 2016, il a été durant sept mois coach-entrepreneur à l'École d'entrepreneurship de Beauce. Depuis avril 2016, il est le porte-parole de l'Association des clubs d'entrepreneurs étudiants du Québec (ACEE). Il a également été choisi pour être le président de la Jeune chambre de commerce de Montréal pour l'année 2017. Outre le fait de donner plusieurs conférences dans diverses villes québécoises, il rédige une chronique hebdomadaire sur le monde de l'entrepreneuriat depuis novembre 2015 pour le journal Les Affaires.
Le 18 avril 2018 il participe à l'émission Dans l'oeil du dragon en tant que dragon invité. 
En 2020, il publie un livre intitulé Réussir son télétravail, auquel contribuent plusieurs personnalités du monde des affaires comme Danielle Danault et Vincent Fortin, ainsi que des spécialistes en psychologie, droit et fiscalité comme Nicolas Chevrier et Isabelle Gagnon. 

## Publications
- Nicolas Duvernois, Entrepreneur à l'état pur, Les Éditions Transcontinental, 2015